# Töcksfors IF
Töcksfors IF, bildad 1933, är en idrottsförening i samhället Töcksfors i Sverige, nära norska gränsen. Föreningen sysslar med bland annat skidåkning samt fotboll. Under 2022 spelar herrlaget i division 4 Värmland.